# Sky Arts HD
Sky Arts HD war ein privater Fernsehsender von Sky Deutschland.

## Gründung
Sky Arts HD startete am 21. Juli 2016 über Satellit, Kabel und IPTV. Am 2. April 2019 wurde die lineare Verbreitung über Satellit, Kabel & IPTV eingestellt. Seitdem wird Sky Arts HD nur noch auf Abruf bei Sky Q, Sky Ticket und Sky Go bereitgestellt. Ausgewählte Inhalte werden jedoch weiterhin auch bei Sky 1 und Sky Atlantic ausgestrahlt.

## Empfang
- Satellit: Astra 19,2° Ost
- Kabel: Pÿur, wilhelm.tel, willy.tel, WTC, RFT, M-net, S+K, Deutsche Telekom
- IPTV: Telekom Entertain, 1&1

## Serien & Shows
- Abenteuer Kunstauktion
- Der amerikanische Traum vom Wohnen
- Architekturdenkmäler erklettert
- Artists in Love
- Baloise Session
- Beste Designbars der Welt
- Französische Mode im Wandel der Zeit
- Geheimnisvolles Italien
- Die größten Filmmusiker
- Hubertusjagd
- Indien – Jung & Kreativ
- Jazz @ Metropolis
- Kapitelweise
- Die Kinder der Nouvelle Couture
- Kunst im 21. Jahrhundert
- Kunstgiganten
- Legenden der Kunst
- Legenden der Leinwand
- Master of Photography
- Modeschöpfer
- Momentum
- Musiklegenden
- Operngeschichten
- Peace ‚n‘ Pop
- Porn Culture - Politik der Lust
- Die Schätze der Renaissance
- Die Schätze des Barock
- Die Schätze des Mittelalters
- Die Schätze des Rokoko
- Sculpture Diaries
- Die Stadt von morgen – Experimentierfeld Asien
- Die Tanzschüler der Pariser Oper
- 360° Sessions
- Tim Marlow trifft …
- Verborgene Schätze
- Verstehen Sie Oper?
- Video Killed the Radio Star
- Vom Drehbuch zum Erfolg